# 潘效苏
潘效蘇（1839年—1913年），字少泉，湖南省長沙府湘鄉縣人，清朝政治人物。

## 生平
同治五年，擔任西寧府循化同知。光緒九年，任迪化直隸州知州。光緒十四年，署伊犁府知府。光緒十五年，任迪化府知府。光緒二十二年，任甘肅新疆鎮迪道。光緒二十四年，任新疆布政使。光緒二十六年，署甘肅布政使。光緒二十七年，任甘肅按察使、甘肅新疆布政使。光緒二十八年，任甘肅新疆巡撫。